# Bazoš
Bazoš – największy czeski i słowacki serwis ogłoszeniowy. Od 2018 roku działa również w Polsce. Wersja czeska jest używana przez ponad 2,86 mln realnych użytkowników miesięcznie (Gemius / NetMonitor październik 2019), natomiast z wersji słowackiej korzysta miesięcznie 1,75 mln realnych użytkowników (Gemius / IABmonitor październik 2019). 
Zamieszczenie ogłoszeń w serwisie nie wiąże się z pobieraniem opłat (w większości kategorii). Serwis pobiera opłaty w kategoriach praca i usługi.
Korzystanie z serwisu jest możliwe z poziomu aplikacji mobilnej, przez stronę mobilną oraz przy użyciu komputera stacjonarnego.
W czerwcu 2021 r. czeska odsłona serwisu znajdowała się na pozycji 26. w lokalnym rankingu Alexa Internet. Słowacka odsłona serwisu uplasowała się natomiast na pozycji 11. wśród stron internetowych na Słowacji.